# Obytný soubor WuWA
Osada WuWA (Wohnung und Werkraum – Ausstellung) je kolonie - výstava bydlení spolku Werkbund ve Vratislavi v dnešním Polsku. WuWA je jednou z šesti modelových výstav tehdejší moderní architektury v reakci na bytovou krizi po 1. světové válce. Bylo osloveno 17 architektů, kteří měli za úkol představit koncept bydlení pro obyvatele moderního velkoměsta.

Výstava byla rozdělena do dvou částí: referenční sídliště a expozici výstavy umístěné na výstavišti kolem Haly století (Hala Stulecia). Mezinárodní výstava německého Werkbundu se konala pod heslem „Neues Bauen“ a zahrnovala prezentace Vysoké školy technické ve Vratislavi, družstva Wrocław Settlement „Eichborgarten“ a školy Bauhaus z Dessavy. Výstavy se zaměřovaly mimo jiné na proces návrhu, nové materiály, barevné koncepty, technická zařízení, interiérový design a pracovní nástroje. Návštěvníci si mohli prohlédnout prototypy kancelářských interiérů určené pro architekty, inženýry, lékaře či právníky, stejně jako příklady obytných interiérů. Expozice rovněž představovala byty a sídliště. Významnou součástí výstavy ve Vratislavi byly produkty německého řemesla a modelové dílny řemeslníků, jako například tkalců, sklářů, čalouníků, krejčích, kadeřníků, fotografů, malířů, tesařů a dalších.

Mapa Vratislavské osady WuWA

## Popis
Osada WuWA byla postavena v roce 1929 mezi dnešními ulicemi Zygmunta Wróblewskiego, Tramwajowa, Edwarda Dembowskiego, Zielona Dębu a Mikolaja Kopernika. Stavba areálu trvala pouze 3 měsíce. Připravené interiéry domů byly přístupné veřejnosti. Po uzavření výstavy zde vznikla umělecká čtvrť a nastěhovali se sem zejména zaměstnanci Wrocławské akademie umění, architekti, zpěváci a spisovatelé.

## Historie

### 1929
Tuto výstavu bydlení nejspíše zprvu navrhli Vratislavští architekti pod vedením Heinricha Lauterbacha. Budovy areálu WuWA navrhlo dohromady 11 architektů, Heinrich Lauterbach jakožto vedoucí Slezské větve Werkbundu (Schlesischer Landesverband des Deutschen Werkbundes) měl ovšem největší vliv na konečnou podobu výstavy.
V září 1929 vyšlo 9. číslo časopisu Der Baumeister obsahující kritické připomínky od architekta a kritika Guida Harberse. Popisuje dosavadní neúspěch výstavy ve Vratislavi a porovnává ho s první výstavou ve Stuttgartu. Zdá se, že výstava ve Vratislavi dosud nezískala od kruhů Werkbundu tak hlubokého uznání jako tehdy ve Stuttgartu. Možná právě proto, že se na jeho stavbě podíleli spíše provinční než centrální síly federace: Nezní samozřejmě tak hlasitě reklamní buben, na který stuttgartský reklamní mistr uměl velmi dobře tlouct zejména pro zahraniční hosty. Také to, že něco, co je poprvé, vždy najde větší ohlas než následovník, kterým Vratislav nakonec chce být.

## Architekti
Seznam architektů, kteří se podíleli na této výstavě: 
- Hans Scharoun
- Ludwig Moshamer
- Heinrich Lauterbach
- Emil Lange
- Albert Kempter
- Paul Heim
- Paul Häusler
- Moritz Hadda
- Theodor Effenberger
- Gustav Wolf
- Adolf Rading

## Evropské dědictví
V roce 2019 bylo společně se všemi koloniemi Werkbundu označeno za Evropské dědictví, díky její významné roli v architektuře, vývoji měst a taktéž jako zdroj inspirace pro mnoho architektů a projektantů. Odráží i tehdejší jiné politické a sociální poměry mezi Východem a Západem.

## Kulturní dědictví WuWA
Od roku 1972 je památkově chráněn Scharounův domov pro svobodné a od roku 1979 pak všechny domy obytného souboru WuWA. Lokalita jako urbanistický soubor dostala až v roce 2007. WuWA byla zahrnuta do ochranného pásma Haly století a zapsána na Seznam světového kulturního a přírodního dědictví UNESCO v roce 2006. 